# Маршал Франції

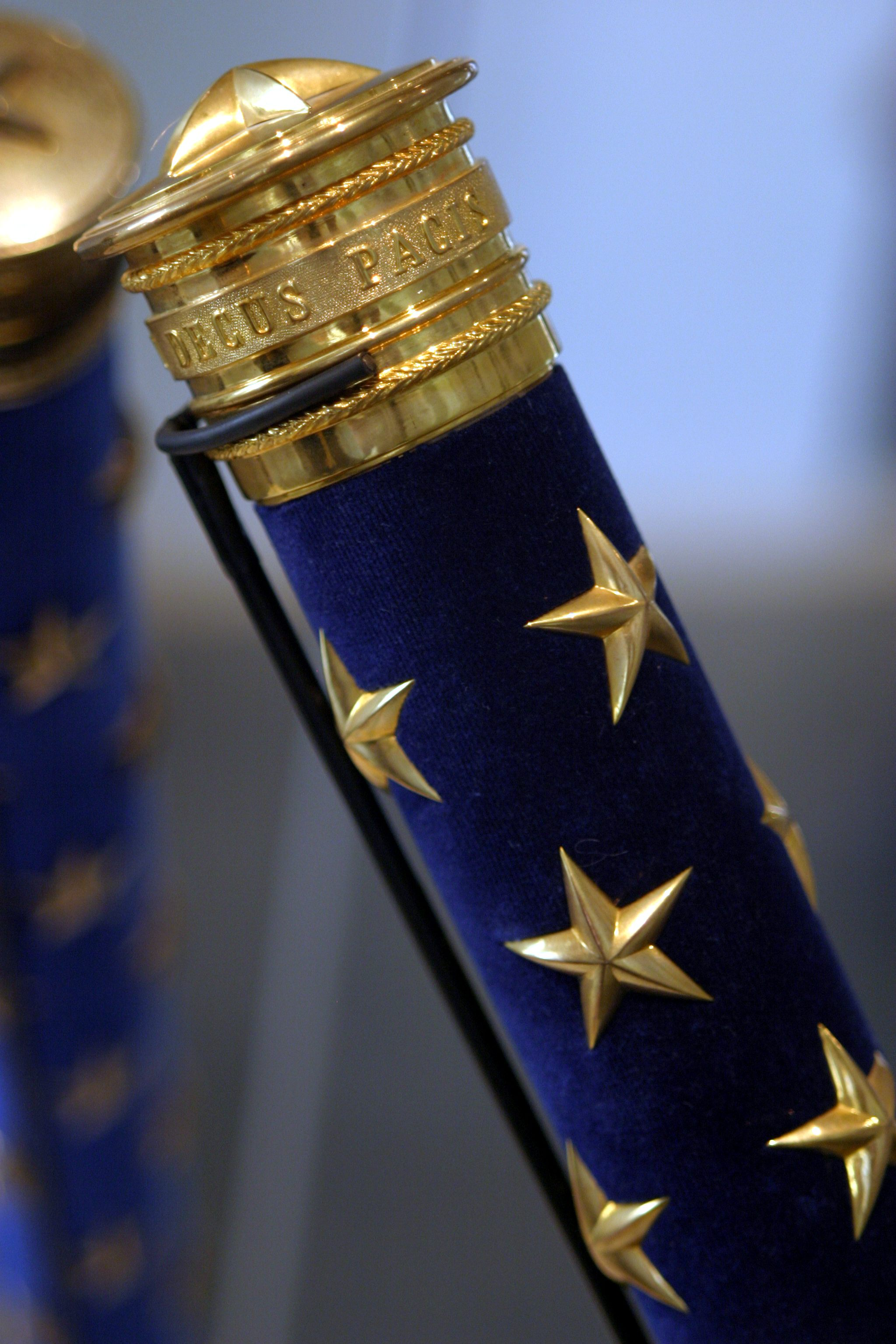
Сучасній Маршальський жезл

Імперський герб маршала Першої Французької імперії принца Юзефа Понятовського з інсігніями орденів Légion d'honneur, Білого Орла та Virtuti Militari

Сучасний знак розрізнення Маршала Франції

Маршал Франції (фр. Maréchal de France) — найвищий військовий чин у сучасній Франції, а також найвище військове звання в Середньовічній, Дореволюційній, Імперській та Республіканській Франції з кінця XII століття до середини XX століття. Найстаріший з маршальських чинів в Європі.
Чин та звання маршала Франції присвоювалося найбільш заслуженим генералам за виключні досягнення. Маршал входив до складу Вищих чинів Корони Франції за часів Дореволюційної Франції та повернення Бурбонів на престол, а також одним з Вищих чинів Французької імперії за часів правління Наполеона (за тих часів титул мав назву маршал Імперії, а не маршал Франції).
Титул маршала Франції передбачає знак розрізнення з 7-ма зірками. Маршал Франції також нагороджується Маршальським жезлом, довгастим циліндром оздобленим оксамитом блакитного кольору зображеннями 7 зірок. У минулому жезл прикрашали орнаментом з геральдичних лілій (фльор-де-лі, герб Валуа) за часів монархії Бурбонів та імперськими орлами за правління Наполеона І. На кінцях жезла вигравіювали золоту печатку з латинським написом: лат. Terror belli, decus pacis (Лютий у війні, з пошаною в мирі). Маршальський жезл ламався в разі здачі в полон маршала або в день смерті короля.
Шість маршалів в історії Франції отримали звання, що перевершує звання маршала Франції — Головного маршала Франції: Шарль де Бірон, Франсуа де Бонн Ледіг'єр, Анрі де Тюренн, Клод де Віллар, Моріц Саксонський та Жан де Дью Сульт.

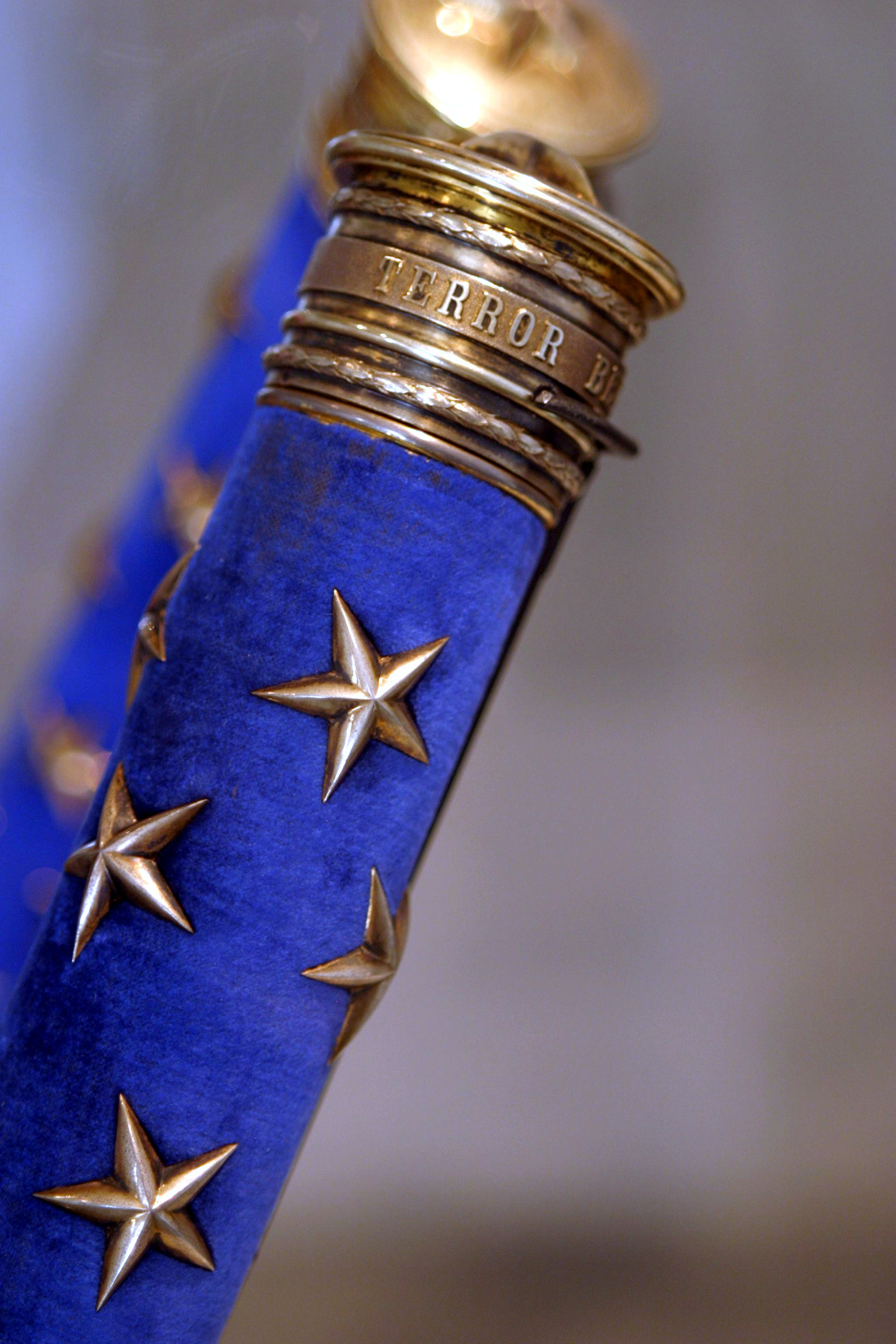
Terror belli...
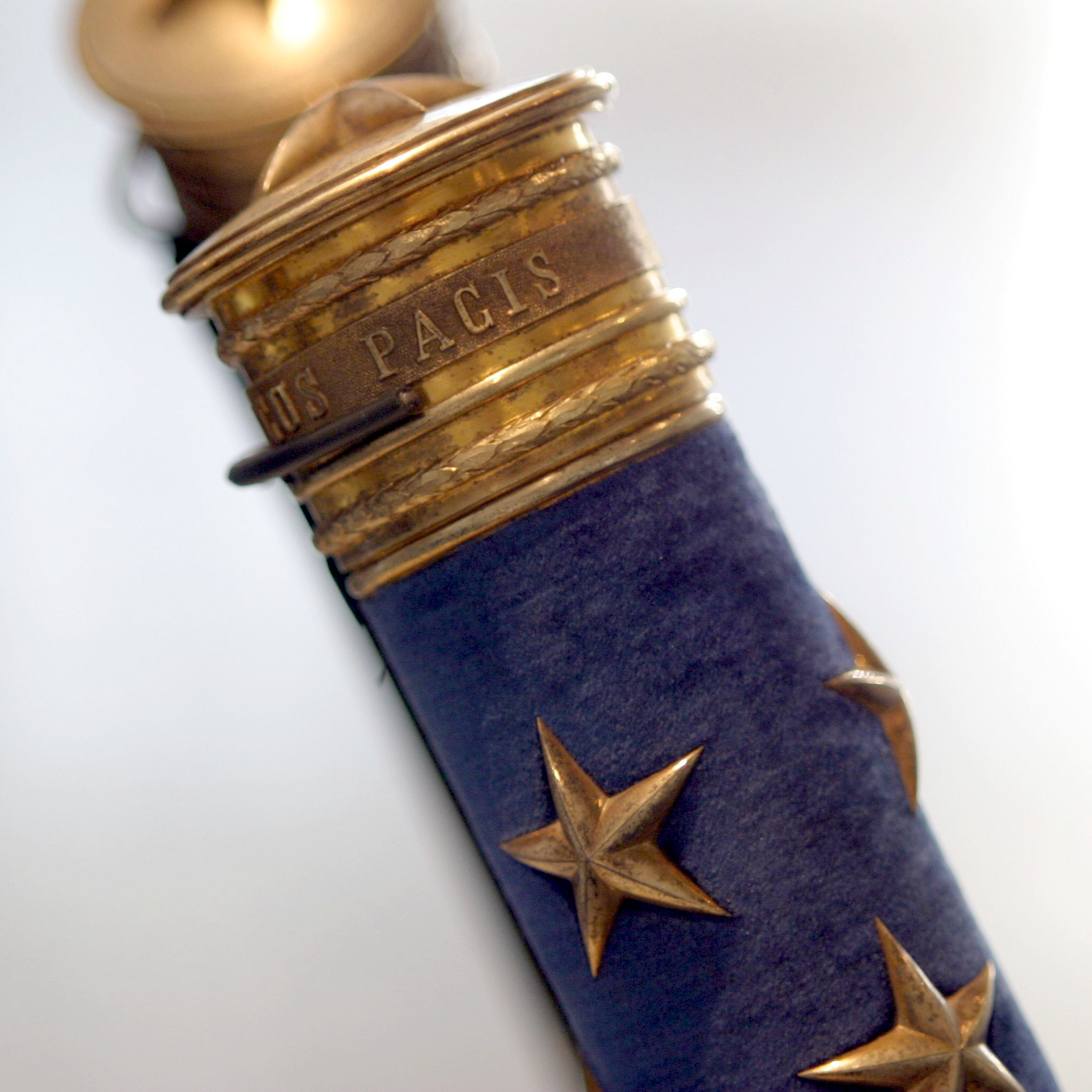
... decus pacis

## Історія титулу «маршал Франції»
Маршал Франції не є військовим званням, проте присвоювався лише найвищим чинам генералітету Франції за перемоги на полі битви.
Титул маршал (фр. maréchal) має своє походження від сучасного слова mareschale, що має німецькі коріння (нім. mareschale), той, що служить з конями (mare та merrie слова у сучасних англійській та нідерландській мовах, що позначають кобилу відповідно). У франкських племенах маршали служили на стайнях і підпорядковувалися конюхові.
У пізніші століття значення маршалів виросло: з'явилися імперські маршали, що стежили за станом імператорських коней. 1060 року французький король Генріх I заснував звання коннетабля, або головного конюха. Його помічниками були маршали.
Потім, щоб відрізнити королівських маршалів від маршалів васалів, в 1185 році була введена посада маршала Франції.
З 1191 року коннетабль призначається на посаду головнокомандувача французької армії. Відповідно, і роль його маршалів підвищилася — їм стали доручати в командування окремі частини армії. За часів короля Філіппа II Августа титул маршала Франції тимчасово носив головнокомандувач королівськими військами. Першим маршалом Франції став Альберік Клеман у 1185 році.
За Людовіка IX було двоє, а пізніше троє, четверо і більш маршалів Франції.
У 1627 році після смерті коннетабля Франції герцога де Ледіг'єра Людовик XIII скасував це звання. Маршал стає вищим військовим званням. І з цієї миті бойовими операціями починають керувати маршали. Серед них — прославлені Тюренн, Віллар, Вобан, Моріц Саксонський і герцог Бервік.
В епоху правління Генріха III Генеральні штати обмежили кількість маршалів до чотирьох; це число було перевершене вже Генріхом IV, ще більш — його наступниками, так що в 1703 було не менше двадцяти маршалів, рахуючи й морських.
Під час Великої французької революції 20 червня 1790 року чин «маршал Франції» було скасоване; ця відміна була підтверджена Конвентом в 1793 році.
18 травня 1804 року Французька Республіка згідно з новою Конституцією, обнародуваною Сенатом, припинила своє існування. Наполеон I був проголошений імператором французів. А Франція стала іменуватися Французькою імперією. Стаття 48-ма 6-ї глави тієї ж Конституції відроджувала титул маршала Імперії (фр. Maréchal d'Empire).
Звання маршала займало 5-те місце в ієрархії Французької імперії (після імператора і імператриці, членів Імператорського роду, Великих Сановників імперії (Архиказначея, Архиканцлера, Електора тощо) і міністрів). Звання маршала свідчило про високу довіру до особи, що отримала його, з боку імператора. Маршали призначалися на відповідальні цивільні пости, отримували в управління міста, провінції і цілі країни, брали участь у важливих дипломатичних місіях.
Відповідно до Конституції, маршалів призначав особисто імператор з числа найгідніших генералів. Всього Конституція дозволяла мати не більше 16 маршалів. Імператорським декретом від 19 травня 1804 року в сан маршалів були введені наступні генерали (у тому порядку, в якому вони вказані в списку):
- Бертьє Л.-А.,
- Мюрат Й.,
- де Монсей Б. А. Ж.,
- Журдан Ж.-Б.,
- Массена А.,
- Ожеро П.-Ф.-Ш.,
- Бернадотт Ж.-Б.-Ж.,
- Сульт Ж. де Д.,
- Брюн Г.-М.-А.,
- Лан Ж,
- Мортьє А.-Е.,
- Ней М.,
- Даву Л.-Н.,
- Бесс'єр Ж.-Б.

Всього 14 чоловік.
Крім цього, за заслуги перед Францією 4 відомих генерала республіканської армії отримали звання Почесного маршала Франції:
- Келлерман Ф. К.,
- Лефевр Ф. Ж.,
- Періньйон К.-Д.,
- Серюрье Ж.-М.-Ф.

Ці немолоді полководці нагороджувалися за минулі заслуги — вважалося, що до строю вони вже не повернуться.
У подальші роки Першої імперії звання маршала отримали ще 8 чоловік:
- Віктор К. Перрен (увійшов до історії під своїм ім'ям, а не прізвищем Перрен) (1807),
- Жак Макдональд (1809),
- Удіно (1809),
- де Мармон О.-Ф.-Л. (1809),
- Луї Сюше (1811),
- Гувйон-Сен-Сір Л. (відоміший як Сен-Сір) (1812),
- Понятовський Ю.-А. (1813),
- Груші Е. (1815).

Всього за часів Першої імперії Франція отримала 26 маршалів Франції.
Наполеонівські маршали — одна з найславніших плеяд полководців в світовій історії.
При Реставрації були відновлені звання маршал Франції і маршал табору/генерал-майор (фр. Maréchal de camp), а за часів липневої монархії, законом від 4 серпня 1839, чисельність маршалів Франції в мирний час повинне було дорівнювати шести, для воєнного часу — 12. Наполеон III відновив становище справ, що існувало при Наполеоні I, проте не став відновлювати назву «Маршал Імперії»: при нім маршали Франції стали членами Сенату.
У 1870—1914 звання маршала в республіканській Франції не присвоювалося, оскільки воно асоціювалося з імперією Наполеона III, одіозною для Третьої республіки. Воно було відновлене лише з початком Першої світової війни.
На відміну від чинів (і маршальських звань в більшості країн світу), він може присвоюватися посмертно (з чотирьох Маршалів Франції, яким це звання було привласнене після Другої світової війни, лише Альфонс Жуен отримав його за життя).
Всього з 1185 до сьогоденності маршалами Франції стали 338 чоловік (з них до революції у Франції це звання було присвоєне 256 разів).
До того ж, існувало особливе звання Головного маршала Франції або Генерального маршала (фр. général-maréchal), що присвоювалося одночасно лише одному особливо видатному маршалові. Умовно це звання можливо порівняти із званням генералісимуса, оскільки було вищим військовим званням у Франції, що існувало на той час. За всю історію Франції це звання присуджували всього 6 разів. Його мали при старому режимі три полководці: Анрі де Тюренн, Клод де Віллар та де Сакс (Моріц Саксонський) (за часів Липневої монархії його присвоїли також наполеонівському маршалові Сульту). Він був останнім, хто носив звання Головного маршала Франції.

## Список маршалів Франції

### МаршалиКапетингів

#### Філіп II Август(1180—1223)
- 1185 — Альберік Клеман (помер 1191);
- 1191 — Генрі І Клеман, мав прізвисько «маленький маршал»[2]
- 1192 — Гійом де Бурнель (помер 1195);
- 1202 — Нівелон д'Аррас (помер 1204);
- 1214 — Жан III Клеман (помер 1262);
- 1220 — Гійом де ла Турнелль (помер 1262).

#### Людовик IX Святий(1226—1270)
- 1240 — Феррі Пасте (помер 1247);
- 1250 — Жан-Гійом де Бемо (помер 1257);
- 1257 — Готьє III (помер 1270);
- 1262 — Генрі II Клеман (помер 1265);
- 1265 — Ерік де Бує (помер 1270);
- 1265 — Ренад де Пресіньї (помер 1270);
- 1270 — Рауль II Сорес (помер 1282);
- 1270 — Ланселот де Сен-Маард (помер 1278)

#### Філіп III Сміливий(1270—1285)
- 1272 — Феррі де Вернеуль (помер 1283);
- 1283 — Гійом V дю Бек Креспін (помер 1283);
- 1283 — Жан II д'Аркот (помер 1302);
- 1285 — Рауль V Ле Фламенк (помер 1287)

#### Філіп IV Красивий(1285—1314)
- 1288 — Жан де Вареннес (помер 1292);
- 1290 — Сімон де Мелун (помер 1302);
- 1292 — Гай І Клермонт (помер 1302);
- 1302 — Фульк дю Мерле (помер 1314);
- 1302 — Майлс VI де Нойрс (помер 1350);
- 1308 — Жан де Корбейл (помер 1318)

#### Людовик X Сварливий(1314—1316)
- 1315 — Жан IV де Бемо (помер 1318)

#### Філіпп V Довгий(1316—1322)
- 1318 — Матьє де Трі (помер 1318);
- 1318 — Жан II де Барр (? — ?);
- 1322 — Бернар VI де Морель (помер 1350).

#### Карл IV Красивий(1322—1328)
- 1325 — Робер VIII Бертран де Брікебек, (бл. 1285 — 1348);

### МаршалиВалуа

#### Філіп VI Щасливий(1328—1350)
- 1339 — Ансо де Жуанвілль (1265—1343);
- 1344 — Карл I де Монморансі (1307—1381);
- 1344 — Робер де Вурен(помер 1360);
- 1347 — Едуард де Божо (1316—1351)
- 1348 — Ги II де Несль (помер 1352);

#### Іоанн II Добрий(1350—1364)
- 1 вересня 1351 — Арнул д'Одрем (помер 1370);
- 1 вересня 1352 — Роже де Анже (помер 1352);
- 1 грудня 1352 — Жан де Клермон (помер 1356);
- 21 жовтня 1356 — Жан I ле Менгр (1310—1367)

#### Карл V Мудрий(1364—1380)
- 20 червня 1368 — граф Луї де Сансерр (1342—1402);
- 20 липня 1368 — Жан IV де Макуенші (помер 1391)

#### Карл VI Божевільний(1380—1422)
- 23 грудня 1391 — Жан II ле Менгр (1366—1421);
- 19 грудня 1397 — Жан II де Р'є (1342—1417);
- 12 серпня 1417 — П'єр де Р'є (1389—1439);
- 2 червня 1418 — Клод де Бовуар (1385—1453);
- 2 червня 1418 — Жан де Вільєр (1384—1437);
- 27 липня 1418 — Жак де Монберон (помер 1422);
- 20 травня 1421 — Жільбер Мотьє де Лафаєтт (1396—1464);
- 22 січня 1422 — Антуан де Вержі (помер 1439);
- 22 січня 1422 — Жан де ла Бом (помер 1435).

#### Карл VII Звитяжний(1422—1461)
- 1 лютого 1424 — Аморі де Северак (помер 1427);
- 14 липня 1426 — Жан де Бросс (1375—1433);
- 1429 — Шакраюй де Ре Лаваль-Монморансі (1404—1440);
- 1439 — Андре де Лоак (з 1437 також адмірал Франції) (1408—1486);
- 1 березня 1441 — Філіпп де Кулан (помер 1454);
- 1454 — Жан Потон де Сентрайль (1390—1461).

#### Людовик XI Розсудливий(1461—1483)
- 3 серпня 1461 — Жоашен Гамаш де Руо (помер 1478);
- 3 серпня 1461 — Жан де Лекен, «бастард дАрманьяк» (помер 1473);
- 1 березня 1464 — Вольфарт VI ван Борселлєєн (помер 1487);
- 16 травня 1476 — Пьєр де Роан-Жіє (1450—1514).

#### Карл VIII Люб'язний(1483—1498)
- 2 вересня 1483 — Філіпп де Кревкер д'Екер (1418—1494);
- 21 січня 1486 — Жан де Бодрікур (помер 1499).

### МаршалиВалуа-Орлеанські

#### Людовик XII Справедливий(1498—1515)
- 1499 — Джан Джакомо Тривульціо (1448—1518);
- 1 березня 1506 — Карл II д'Амбуаз де Шамон (1473—1511);
- 1 березня 1511 — Оде де Фуа де Лотрек(1485—1528);
- 1 травня 1514 — Робер Стюарт д'Обіньї (1470—1544).

### МаршалиВалуа-Ангулемські

#### Франциск I(1515—1547)
- 7 січня 1515 — Жак II де Шабанн (помер 1525);
- 5 грудня 1516 — Гаспар I де Коліньї (помер 1522);
- 6 грудня 1518 — Тома де Фуа-Лескен (помер 1525);
- 6 серпня 1522 — Анн I де Монморансі (з 10 лютого 1538 по 12 листопада 1567 був коннетаблем Франції) (1492—1567);
- 23 березня 1526 — Теодор де Трівульцио (1458—1531);
- 29 березня 1526 — Роберт III де Ла Марк (1491—1537);
- 10 лютого 1538 — Клод д'Аннебо (1500—1552);
- 1538 — Рене де Монжан;
- 15 липня 1542 — Одар дю Бьез (помер 1553);
- 13 березня 1544 — Антуан де Летт-Деспре;
- 4 грудня 1544 — Джованні Караччолі (1480—1550).

#### Генріх II Валуа(1547—1559)
- 29 квітня 1547 — Жак д'Альбон де Сен-Андре (помер 1562);
- 29 квітня 1547 — Робер IV де ла Марк (1520—1556);
- 21 серпня 1550 — Шарль I де Коссе (1505—1563);
- лютий 1554 — П'єтро Строцці (1500—1558);
- 24 червня 1558 — Поль де ла Барт (1482—1558)

#### Франциск II Валуа(1559—1560)
- 10 жовтня 1559 — Франсуа де Монморансі (1530—1579).

#### Карл IX Валуа(1560—1574)
- 21 грудня 1562 — Франсуа де Сепо (1509—1571);
- 6 квітня 1564 — Імбер де ла Платье (1524—1567);
- 10 лютого 1566 — Генріх I де Монморансі (з 1593 по 1614 також і Коннетабль Франції) (1534—1614);
- 4 квітня 1567 — Артюс де Коссе-Бріссак (помер 1582);
- 28 листопада 1570 — Гаспар де Со (з жовтня 1572 також губернатор Провансу і адмірал Франції і морів Леванта) (1509—1575);
- 30 листопада 1571 — Оноре II Савойський (1511—1580);
- 6 липня 1573 — Альбер де Гонді (1522—1602).

#### Генріх III Валуа(1574—1589)
- 6 вересня 1574 — Роже I де Сен-Ларі (помер 1579);
- 25 вересня 1574 — Блез де Лассеран де Массенком (1500—1577);
- 1576 — Луї Прево (1496—1576);
- 2 жовтня 1577 — Арман де Гонто-Бірон (1524—1592);
- 14 липня 1579 — Жак II де Гойон (1525—1598);
- 23 грудня 1579 — Жан VI д'Омон (1522—1595);
- 20 січня 1582 — Гійом II де Жуайез (1520—1592);
- 1586 — Франсуа Гуф'є-молодший (помер 1594).

### МаршалиБурбонів

#### Генріх IV Бурбон(1589—1610)
- 9 березня 1592 — Анрі де ла Тур д'Овернь (1555—1623);
- 26 січня 1594 — Шарль де Гонто (у 1592—1594 — адмірал Франції) (1562—1602);
- 20 лютого 1594 — Клод де ла Шатрі (1536—1614);
- ? 1594 — Шарль II де Коссе (1550—1621);
- 20 лютого 1594 — Жан де Монлюк де Баланьї (1560—1603);
- 19 жовтня 1595 — Жан III де Бомануар (1551—1614);
- 22 січня 1596 — Генріх де Жуаєз (1567—1608);
- 25 липня 1597 — Урбен де Монморансі-Лаваль (1557—1629);
- 20 вересня 1597 — Альфонс д'Орнано (1548—1610);
- 26 вересня 1597 — Гійом д'Отмер (1537—1613);
- 27 вересня 1609 — Франсуа де Бонн (1543—1626).

#### Людовик XIII Справедливий(1610—1643)
- 18 листопада 1613 — Кончіно Кончіні (1575—1617);
- 15 листопада 1614 — Шакраюй де Кортенво де Сувре (1540—1626);
- 27 грудня 1614 — Антуан де Роклор (1544—1625);
- 26 травня 1616 — Луї де ла Шатр (помер 1630);
- 1 вересня 1616 — Пон де Лазьє-Темін-Кардальяк(1553—1627);
- 1 вересня 1616 — Франсуа де ла Гранж д'Аркуен (1554—1617);
- 24 квітня 1617 — Ніколя де л'Опіталь (1581—1644);
- 24 серпня 1619 — Шарль де Шуазель-Праслен (1563—1626);
- 24 серпня 1619 — Жан Франсуа де ла Гиш (1569—1632);
- 6 грудня 1619 — Оноре д'Альбер де Лінь (1581—1649);
- 13 вересня 1620 — Франсуа д'Еспарб де Луссан (помер 1628);
- 27 грудня 1621 — Шарль де Креки (1580—1638);
- 21 лютого 1622 — Гаспар III де Коліньї (1584—1646);
- 24 травня 1622 — Жак Номпар де Комон (1558—1652);
- 1622 — Шарль Гойон (1564—1648);
- 29 серпня 1622 — Франсуа де Бассомп'єр (1579—1646);
- 16 червня 1625 — Генріх де Шомберг (1574—1632);
- 7 січня 1626 — Жан-Батист д'Орнано (1581—1626);
- 1 жовтня 1626 — Франсуа Аннібал (1573—1670);
- 30 січня 1627 — Тімолеон д'Епіне де Сен-Люк (1580—1644);
- 1 червня 1629 — Луї де Марільяк (1572—1632);
- 11 грудня 1630 — Анрі II де Монморансі, також адмірал Франції (1595—1632);
- 13 грудня 1630 — Жан Кайлар д'Андус де Сен-Бонн (1585—1636);
- 1 січня 1631 — Антуан Куафьє де Руз (1581—1632);
- 28 жовтня 1632 — Урбан де Малле (1597—1650);
- 18 вересня 1634 — Максимільян де Бетюн Сюллі (1560—1641);
- 26 жовтня 1637 — Шарль де Шомберг (1601—1656);
- 30 червня 1639 — Шарль де ла Порт (1602—1664);
- 22 вересня 1641 — Антуан III де Грамон (1604—1678);
- 22 березня 1642 — Жан-Батист Бюде де Гебріан (1602—1643);
- 2 квітня 1642 — Філіпп де ла Мот-Уданкур (1605—1657);
- 23 квітня 1643 — Франсуа де л'Опіталь (1583—1660);

#### Людовик XIV Сонце(1643—1715)
- 16 травня 1643 — Анрі де ла Тур д'Овернь (1611—1675), з 4 квітня 1660 — Головний маршал таборів і армій короля;
- 17 листопада 1643 — Жан де Гассіон (1609—1647);
- 20 червня 1645 — Сезар де Шуазель дю Плессі-Праслен (1598—1675);
- 30 червня 1645 — Йосія Рантцау (1609—1650);
- 20 жовтня 1646 — Ніколя де Невілль де Віллеруа (1597—1685)
- 6 лютого 1649 — Гаспар IV де Коліньї (1620—1649)
- 5 січня 1650 — Антуан д'Омон де Рошебарон (1601—1669)
- 5 січня 1651 — Жак д'Етамп (1590—1663)
- 5 січня 1651 — Генріх II де Ла Фер-Сеннетер (1599—1681)
- 5 січня 1651 — Шарль де Мончі (1599—1658)
- 6 січня 1651 — Жак Руксель де Грансі (1603—1680)
- 24 серпня 1652 — Арман Номпар де Комон (1580—1675)
- 18 лютого 1653 — Філіпп де Клерамбо (1606—1665)
- 20 березня 1653 — Людовик Фуко де Сен-Жермен-Бопре (1616—1659)
- 1 червня 1653 — Сезар-Фебюс д'Альбре (1614—1676)
- 26 червня 1658 — Жан де Шулемберг (1597—1671)
- 28 червня 1658 — Абрахам Фабер (1599—1660)
- 30 червня 1658 — Жак де Мовіз'єр (1620—1668)
- 8 липня 1653 — Франсуа де Крекі (1625—1687)
- 8 липня 1668 — Шарль Бернардін де Жіго де Бельфон (1630—1694)
- 8 липня 1668 — Людовик де Креван (1628—1694)
- 30 липня 1675 — Готфрід Конт д'Естрад (1607—1686)
- 30 липня 1675 — Франсуа-Анрі Монморансі-Люксембург (1628—1695)
- 30 липня 1675 — Філіпп де Монто-Бенак (1619—1684)
- 30 липня 1675 — Жан Анрі де Дюрфор (1625—1704)
- 30 липня 1675 — Франсуа III д'Обюссон (1631—1691)
- 30 липня 1675 — Луї Віктор де Рошешуар-Мортемар
- 1675 — Фрідріх фон Шомберг
- 30 липня 1675 — Анрі Людовик д'Алуаньї
- 21 лютого 1676 — Гі Алдонс II де Дюрфор
- 27 березня 1693 — Клод де Шуазель-Франс'єр (1632—1711)
- 27 березня 1693 — Жан Арман де Жуайєз (1631—1710)
- 27 березня 1693 — Франсуа де Невіль (1644—1730)
- 27 березня 1693 — Луї-Франсуа де Буфлер (1644—1711)
- 27 березня 1693 — Анн Жюль де Ноайль (1650—1708)
- 27 березня 1693 — Ніколя Катіна (1637—1712)
- 14 січня 1701 — Ноель Бутон де Шамільї (1636—1715)
- 14 січня 1701 — Віктор Марі д'Естре (1660—1737)
- 14 січня 1703 — Конрад де Розен (1628—1715)
- 14 січня 1703 — Ніколя Шалон дю Бле (1652—1730)
- 14 січня 1703 — Рене де Фруле (1648—1725)
- 14 січня 1703 — Камілл де Таллар д'Отен (1652—1728)
- 14 січня 1703 — Ніколя Огюст де Монтеревель (1645—1716)
- 14 січня 1703 — Генріх д'Аркур (1654—1718)
- 12 жовтня 1703 — Фердинанд де Марсен (1656—1706)
- 15 лютого 1706 — Джеймс Фітцджеймс (1670—1734)
- 18 лютого 1708 — Шарль Огюст де Гойон (1647—1729)
- 15 травня 1709 — Жак Базен де Безон (1645—1733)
- 15 вересня 1709 — П'єр д'Артаньян (1645—1725)

#### Людовик XV Улюблений(1715—1774)
- 2 лютого 1724 — Віктор-Моріс де Брольї (1646—1727)
- 2 лютого 1724 — Антуан Гастон де Роклор (1656—1738)
- 2 лютого 1724 — Жак Елеонор Руксель де Грансе (1655—1725)
- 2 лютого 1724 — Леонор дю Мен (1655—1739)
- 2 лютого 1724 — д'Алегрі Ів (1653—1733)
- 2 лютого 1724 — Луї д'Обюссон (1673—1725)
- 2 лютого 1724 — Антуан V де Грамон (1671—1725)
- 1 червня 1730 — Ален Еммануель (1646—1730)
- 14 червня 1734 — Шарль де Гонто (1663—1756)
- 14 червня 1734 — Жак де Шастене (1656—1743)
- 14 червня 1734 — Клод Бідаль (1665—1743)
- 14 червня 1734 — Адрієн де Ноайль (1678—1766)
- 14 червня 1734 — Крістіан Луї де Монморансі-Люксембург (1713—1787);
- 14 червня 1734 — Франсуа-Марі де Брой (1671—1745);
- 14 червня 1734 — Франсуа де Франкето де Куаньї (1670—1759);
- 14 червня 1734 — Шарль де Леві-Шарле (1669—1734);
- 11 лютого 1741 — Луї де Бранкас де Форкалькье (1671—1750);
- 11 лютого 1741 — Луї Огюст д'Альбер д'Оллі (1675—1744);
- 11 лютого 1741 — Луї Арман де Брішанто (1682—1742);
- 11 лютого 1741 — Луї де Ганд де Мерод де Монморансі (1678—1767);
- 11 лютого 1741 — Жан-Батист де Дюрфор (1684—1778);
- 11 лютого 1741 — Жан-Батист Демаре (1682—1762);
- 11 лютого 1741 — Шарль Фуке, герцог де Бель-Іль (маршал Бель-Іль) (1684—1762);
- 26 березня 1744 — Герман Моріц Саксонський (1696—1750) (з 1747 — головний маршал Франції);
- 30 березня 1745 — Жан-Батист Андро (1677—1754);
- 19 жовтня 1746 — Клод Тестю (1680—1770);
- 19 жовтня 1746 — Філіп Шарль (1687—1752);
- 19 жовтня 1746 — Франсуа д'Оркур (1689—1750);
- 17 вересня 1747 — Ги де Монморансі-Лаваль (1677—1751);
- 17 вересня 1747 — Гаспар де Клермон-Тоннер 1688—1781;
- 17 вересня 1747 — Луї Клод (1687—1755);
- 17 вересня 1747 — Ульріх Фредерік Вольдемар (1700—1755);
- 11 жовтня 1748 — Луї Франсуа дю Плессі, герцог де Рішельє (1696—1788);
- 24 лютого 1757 — Жан де Фе де ла Тур-Мобур (1684—1764);
- 24 лютого 1757 — Луї Антуан де Гонто-Бірон (1701—1788);
- 24 лютого 1757 — Данієль Франсуа де Жела де Віссон д'Амбре (1686—1762);
- 24 лютого 1757 — Шарль Франсуа Фредерік де Монморансі (1702—1764);
- 24 лютого 1757 — Луї Летелье (1695—1771);
- 24 лютого 1757 — Жан Шарль де ла Ферт (1685—1770);
- 24 лютого 1757 — Шарль О'Браєн де Томон (1699—1761);
- 24 лютого 1757 — Гастон де Леві (1699—1758);
- 15 березня 1758 — Ладіслас Ігнаций Бершені (1689—1778);
- 18 березня 1758 — Губерт де Брієнн де Конфлан (1690—1777);
- 24 серпня 1758 — Луї Жорж де Контад (1704—1795);
- 19 жовтня 1758 — Шарль де Роган-Субіз (1715—1787);
- 16 грудня 1759 — Віктор-Франсуа де Брольї (1718—1804);
- 1 січня 1768 — Ги Мішель де Дюрфор де Лорж (1704—1773);
- 1 січня 1768 — Луї де Брієнн де Конфлан (1711—1774);
- 1 січня 1768 — Жан де Косс де Бріссак (1698—1780).

#### Людовик XVI Бурбон(1774—1791)
- 24 березня 1775 — Анн-П'єр Аркур (1701—1783);
- 24 березня 1775 — Луї IV де Ноайль (1713—1793);
- 24 березня 1775 — Антуан Николаї (1712—1787);
- 24 березня 1775 — Шарль де Фітц-Джеймс (1712—1787);
- 24 березня 1775 — Філіп де Ноайль-Муші (1715—1794);
- 24 березня 1775 — Емануель-Фелісіт де Дурфор де Дюрас (1715—1789);
- 24 березня 1775 — Луї-Віктор де Феликс д'Олері (1702—1775);
- 24 березня 1775 — Клод-Луї де Сен-Жермен (1707—1778);
- 13 червня 1783 — Гай де Монморансі (1723—1798);
- 13 червня 1783 — Августін Джозеф де Мейлі (1708—1794);
- 13 червня 1783 — Генрі Бушар де Люссан (1714—1788);
- 13 червня 1783 — Шарль Жюс де Бово-Краон (1720—1793);
- 13 червня 1783 — Ноель Джорда де Вакс (1705—1788);
- 13 червня 1783 — Філіп Анрі де Сеґюр (1724—1801);
- 13 червня 1783 — Жак де Шуазель-Стенвіль (1727—1789);
- 13 червня 1783 — Шарль де ла Круа (1720—1793);
- 13 червня 1783 — Анн Емануель де Кроу (1718—1787);
- 13 червня 1783 — Франк Гастон де Левіс (1719—1787);
- 28 грудня 1791 — Ніколя Люкнер (1722—1794);
- 28 грудня 1791 — Жан-Батист Донасьєн де Рошамбо (1725—1807).

### Маршали Наполеона

#### Наполеон I Бонапарт (1804—1814)
- 19 травня 1804 — Карл XIV Юган Бернадот (1763—1844);
- 19 травня 1804 — Луї-Александр Бертьє (1753—1815);
- 19 травня 1804 — Жан-Батист Бессьєр (1768—1813);
- 19 травня 1804 — Гійом Брюн (1763—1815);
- 19 травня 1804 — Луї Ніколя Даву (1770—1823);
- 19 травня 1804 — Жан-Батист Журдан (1762—1833);
- 19 травня 1804 — Франсуа Келлерман (почесне звання) (1737—1820);
- 19 травня 1804 — Жан Лан (1769—1809);
- 19 травня 1804 — Франсуа Жозеф Лефевр (почесне звання) (1755—1820);
- 19 травня 1804 — Андре Массена (1758—1817);
- 19 травня 1804 — Бон-Андре Жанно де Монсей (1754—1842);
- 19 травня 1804 — Едуар Мортьє (1768—1835);
- 19 травня 1804 — Йоахім Мюрат (1767—1815);
- 19 травня 1804 — Мішель Ней (1769—1815);
- 19 травня 1804 — П'єр-Франсуа-Шарль Ожеро (1757—1816);
- 19 травня 1804 — Катерін-Домінік Періньйон (почесне звання) (1754—1818);
- 19 травня 1804 — Жан-Матьє-Філібер Серюр'є (почесне звання) (1742—1819);
- 19 травня 1804 — Жан де Дью Сульт (1769—1851);
- 13 липня 1807 — Клод-Віктор Перрен (1764—1841);
- 6 липня 1809 — Жак Макдональд (1765—1840);
- 10 липня 1809 — Огюст Фредерік Луї де Мармон (1774—1852);
- 12 липня 1809 — Ніколя Шарль Удіно (1767—1847);
- 8 липня 1811 — Луї-Габрієль Сюше (1770—1826);
- 18 серпня 1812 — Лоран де Гувйон Сен-Сір (1764—1830);
- 16 жовтня 1813 — Юзеф Понятовський (1763—1813);
- 17 квітня 1815 — Емануель Груші (1766—1847).

### Маршалиперіоду Реставрації

#### Людовик XVIII Бурбон(1814—1824)
- 1816 (посмертно) — Жорж Кадудаль (1771—1804);
- 1816 (посмертно) — Жан Віктор Моро (1763—1813);
- 3 липня 1816 — Франсуа-Анрі де Франкто де Куаньї (1737—1821);
- 3 липня 1816 — Анрі-Жак-Гійом Кларк (1765—1818);
- 3 липня 1816 — П'єр Ріль (1752—1821);
- 3 липня 1816 — Шарль-Жозеф-Гіацинт ду О (1734—1827);
- 6 червня 1823 — Жак Олександр Ло (1768—1828);
- 9 жовтня 1823 — Габріель Жан Жозеф (1770—1849).

#### Карл X Бурбон(1824—1830)
- 8 березня 1827 — Луї-Алоїзій де Гогенлое-Вальденбург-Бартенштейн (1765—1829);
- 22 лютого 1829 — Ніколя Жозеф Мезон (1771—1840);
- 14 липня 1830 — Луї Огюст Віктор де Ген де Бурмон (1773—1846).

### Маршалиперіоду Липневої монархії

#### Луї-Філіпп I(1831—1848)
- 17 серпня 1830 — Ет'єн-Морис Жерар (1773—1852);
- 30 липня 1831 — Жорж Мутон (1770—1838);
- 1 вересня 1831 — Бертран Клозель (1772—1842);
- 19 листопада 1831 — Емануель Груші (відновлений у званні маршала) (1766—1847);
- 11 листопада 1837 — Сільвен Шарль (1773—1846);
- 21 жовтня 1840 — Орас Франсуа Бастьєн Себастьяні де Ля Порту (1772—1851);
- 31 липня 1843 — Томі Робер Божо (1784—1849);
- 9 серпня 1843 — Жан-Батист Друе (1765—1844);
- 17 вересня 1847 — Гійом Дод (1775—1851);
- 17 вересня 1847 — Оноре Шарль (1775—1860)

### Маршалиперіоду Другої французької республіки

#### Луї Наполеон Бонапарт(1848—1852)
- 1 січня 1850 — Жером Бонапарт (1784—1860);
- 10 березня 1851 — Ремі Жозеф Ісідор Ексельманс (1775—1852);
- 11 грудня 1851 — Жан Ізідор Арісп (1768—1855);
- 11 грудня 1851 — Жан-Батист Філіберт Вальян (1790—1872);
- 2 грудня 1852 — Арман Жак Ашиль Леруа де Сент-Арно (1798—1854);
- 2 грудня 1852 — Бернар П'єр Маньян (1791—1865);
- 2 грудня 1852 — Еспрі Віктор Елізабет Боніфас де Кастелан (1788—1862).

### Маршалиперіоду Другої імперії

#### Наполеон III Бонапарт(1852—1870)
- 12 вересня 1855 — Жан-Жак Пелісьє (1794—1864);
- 18 березня 1856 — Жак-Луї-Сезар-Олександр де Пуллі Рандон (1795—1871);
- 18 березня 1856 — П'єр-Франсуа-Жозеф Боське (1810—1861);
- 18 березня 1856 — Франсуа Канробер (1809—1895);
- 28 серпня 1858 — Луї Ашиль Бараге д'Ілье (1795—1878);
- 5 червня 1859 — Патріс де Мак-Магон (1808—1893);
- 5 червня 1859 — Огюст Рейно де Сен-Жан д'Анжелі (1794—1870);
- 25 червня 1859 — Адольф Ньель (1802—1869);
- 2 квітня 1861 — Філіпп Антуан д'Орнано (1784—1863);
- 2 липня 1863 — Елі-Фредерік Форе (1804—1872);
- 5 вересня 1864 — Франсуа-Ашиль Базен (1811—1888);
- 24 березня 1870 — Едмон ле Беф (1809—1888).

### Маршалиперіоду Третьої французької республіки

#### Раймон Пуанкаре(1913—1920)
- 25 грудня 1916 — Жозеф Жоффр (1852—1931);
- 6 серпня 1918 — Фердинанд Фош (1851—1929);
- 21 листопада 1918 — Анрі Філіпп Петен (1856—1951).

#### Александр Мільєран(1920—1924)
- 19 лютого 1921 — Юбер Ліоте (1854—1934);
- 19 лютого 1921 — Марі Еміль Файоль (1852—1928);
- 19 лютого 1921 — Луї Франше д'Еспере (1856—1942);
- 7 травня 1921 — Жозеф Галлієні (посмертно) (1849—1916);
- 31 березня 1923 — Мішель Жозеф Монурі (посмертно) (1847—1923)

### Маршалиперіоду Четвертої французької республіки

#### Венсан Оріоль(1947—1954)
- 15 січня 1952 — Жан Марі де Латр де Тассіньї (посмертно) (1889—1952);
- 7 травня 1952 — Альфонс П'єр Жуен (1888—1967);
- 23 серпня 1952 — Філіпп Леклерк (посмертно) (1902—1947).

### Маршалиперіоду П'ятої французької республіки

#### Франсуа Міттеран(1981—1995)
- 6 червня 1984 — Марі П'єр Кеніг (посмертно) (1898—1970).